# Itame stehliki
Itame stehliki là một loài bướm đêm trong họ Geometridae.